# Go, Diego, Go!
Go, Diego, Go! é uma série de animação infantil estadunidense que estreou na Nickelodeon em 6 de setembro de 2005. Criada e produzida por Chris Gifford e Valerie Walsh Valdes, a série é um spin-off de Dora the Explorer, e segue o primo de Dora, Diego, um menino latino de 8 anos cujas aventuras frequentemente envolvem resgatar animais e proteger seu meio ambiente.
A série recebeu críticas favoráveis dos críticos e recebeu elogios particulares por sua interpretação de um personagem principal latino bilíngue, ganhando um total de quatro indicações ao NAACP Image Award para "Programa Infantil de Destaque" de 2008 a 2012, além de receber indicações ao Imagen Award e Young Artist Award para Jake T. Austin por seu papel como dublador de Diego.

## Enredo
Diego Marquez é um garotinho bilíngue e em cada episódio ele e sua irmã Alicia passam por inúmeras aventuras para proteger os animais em perigo. O desenho quer mostrar às crianças que é importante zelar pela cidade onde vivemos, proteger os animais e cuidar da natureza com amor e respeito.
No meio da floresta tropical, a família de Diego mantém um Centro de Proteção aos Animais, ele e a irmã moram nesse local. As duas crianças possuem um aparelho chamado click: sempre que algum bichinho está em apuros, o objeto identifica as características do animal e o local para onde Diego e Alicia devem seguir.
Durante os episódios, os aventureiros se deparam com inúmeros obstáculos como tempestades tropicais, animais predadores e também os Irmãos Bobo, dois macacos trapalhões que estão sempre causando problemas para Alicia e Diego.
Para proteger a fauna e a flora, os pequenos aventureiros utilizam o pensamento científico, conhecimentos dos animais da floresta, aparelhos de última geração e muita sede de aventuras. Diego aprende os nomes científicos dos animais, visita o habitat de cada um deles e faz a ligação entre as características físicas do bichinho e o lugar onde ele vive.
Em cada capítulo, depois de salvar o mundo natural e os animais, Diego e Alicia voltam para o Centro de Proteção aos Animais e brincam com o Jogo de Revisão dos Animais, um game no qual os personagens e os telespectadores relembram tudo o que aprenderam durante o episódio.
Diego não costuma ficae em um só local. Ele viaja aos quatro cantos do mundo para salvar a Mãe Natureza. Assim, as crianças descobrem cenários como a magnífica floresta tropical, as montanhas geladas, desertos áridos e ilhas tropicais, além de todos os animais que vivem nesses lugares.

## Personagens
- Diego Marquez: Um menino de 8 anos de idade, que também fala português e inglês, quando preciso, ele fala com os animais que estão em apuros.
- Alicia Marquez: Uma menina de 11 anos irmã de Diego Marquez. Ela frequentemente usa o computador para descobrir mais coisas sobre os animais em perigo.
- Click: Uma câmera que é capaz de identificar animais e localizá-los ouvindo suas vozes. Sempre feliz em ajudar Diego Marquez e encontrar os animais em perigo.
- Mochila de Resgate: É uma mochila laranja que fornece qualquer objeto que Diego precisa.
- Irmãos Bobos: São dois macacos travessos que sempre causam problemas. Em cada episódio Diego tenta impedi-los de fazer alguma travessura dizendo "Parados Bobos!".
- Bebê Onça: É um bebê onça amigo de Diego.
- Dora: Às vezes ajuda no resgate de um animal, pois gosta de resolver mistérios e investigar.

## Transmissão
Nos Estados Unidos, Go, Diego, Go! foi ao ar na CBS, Nickelodeon e Nick Jr. No Canadá, a série foi ao ar na Nickelodeon e na Treehouse TV. No Reino Unido, a série foi ao ar na Nickelodeon, Nick Jr. e Nick Jr. 2. Na Austrália, a série foi ao ar na Nickelodeon, Nick Jr. e Nine Network. Na Índia, a série foi ao ar na Nickelodeon e Nick Jr. A série também foi ao ar nos Estados Unidos na rede de televisão espanhola Univision em seu bloco infantil Planeta U sábado de manhã desde sua estreia em 5 de abril de 2008 a 21 de junho de 2014.
No Brasil, a série estreou em 3 de outubro de 2005 na Nickelodeon.

## Showsao vivo
Um show ao vivo chamado "The Great Jaguar Rescue" é sobre Diego salvando o rosnado do Bebê Onça. Esta é também a premissa de um episódio da série que foi ao ar em 15 de janeiro de 2007. Uma versão ao vivo da série foi encenada em 2007, estrelado por Richard J. Portela como o papel de Diego.

## Outras mídias

### Filme
Diego é destaque no filme live-action de Dora chamado Dora and the Lost City of Gold interpretado por Jeff Wahlberg.

## Jogos eletrônicos
Go, Diego, Go!: Great Dinosaur Rescue é um videogame de ação e aventura desenvolvido pela Take-Two Interactive e Jester Interactive para o Nintendo DS e lançado pela 2K Play para o Wii e PlayStation 2 em 2008.